# South East Europe Media Organisation
Die South East Europe Media Organisation (SEEMO; deutsch: Südosteuropäische Medienorganisation) wurde im Oktober 2000 in Zagreb (Kroatien) gegründet, Sitz der Organisation ist in Wien. SEEMO ist auf den Wunsch der Medienvertreter in der Region entstanden. Chefredakteure und Eigentümer vieler Medien haben erklärt, dass sie sich eine Dachorganisation wünschen, die eine Brücke zwischen der Bevölkerung in der Region und internationalen Organisationen bildet. Einer der Gründer von  SEEMO und gewählter Generalsekretär ist Oliver Vujovic, ehemaliger Balkan-Korrespondent der Tageszeitung Die Presse aus Wien. SEEMO unterstützte als einer der Gründungsmitglieder die Gründung des ECPMF (European Centre for Press and Media Freedom) in Leipzig. SEEMO ist Mitglied von IFEX (International Freedom of Expression Exchange) mit Sitz in Toronto, Kanada.

## deScripto
Die Organisation gibt seit Oktober 2004 quartalsweise das englischsprachige Magazin deScripto, Untertitel „A Journal of Media in South Eastern Europe“ heraus.
Das Magazin hat es sich zum Ziel gesetzt, eine kritische Reflexion der Medien in Südost-Europa zu unterstützen. Studenten der Webster University Vienna, des Fachhochschul-Studiengangs Journalismus der FHWien, sowie des Publizistikinstituts der Universität Wien stellen die Redaktion. Chefredakteur ist Prof. Dr. Thomas A. Bauer. Oliver Vujovic, der Generalsekretär von SEEMO, schreibt in jeder Ausgabe seines Editorial über die Medienlage in Südosteuropa.

## Preise

### SEEMO Award for Better Understanding
Der jährlichen „SEEMO Award for Better Understanding“ ehrt Journalisten aus Südosteuropa. Der Preis wird von Oliver Vujovic und Erhard Busek (Stability Pact Coordinator) vergeben. Bisher erhielten diesen Award:
2002: Denis Latin, Redakteur, Hrvatska Radiotelevizija, Zagreb
2003: Kemal Kurspahic, ehemaliger Chefredakteur der Tageszeitung Oslobodjenje in Sarajevo
2005: Brankica Petkovic, Direktorin des Peace Institut in Ljubljana
2006: Danko Plevnik, Journalist der Tageszeitung Slobodna Dalmacija aus Split
2007: Milena Dimitrova, Investigative Journalistin der Tageszeitung Dnewen Trud in Sofia
2008: Brankica Stankovic, B92, in Belgrad
2009: Boris Bergant, Stellvertretender Präsident der Europäischen Rundfunkunion (EBU) und früherer stellvertretender Direktor von RTV Slovenija
2010 Omer Karabeg, Redakteur für den südslawischen und albanischen Service, Radio Free Europe, Prag
2011 Drago Hedl, Osijek
2012 Jeta Xharra, Prisitna
2013/2014 Željka Lekić-Subašić, Sarajevo und Nenad Šebek, Thessaloniki
2015 Radomir Licina, Belgrad und International Academy, Belgrad
2016 Erol Onderoglu, Istanbul
2017 Marina Constantinoiu, Bucharest
2018 Remzi Lani, Tirana
2019 Boro Kontic, Sarajevo
2020 ohne Award wegen der Lage mit COVID-19

### SEEMO Award for Lifetime Achievement, for journalists in South, East and Central Europe
2017: Tone Fornezzi Tof, Slovenia

### SEEMO Human Rights Award
2002: Christine von Kohl, Österreich
2002: Nebojsa Popov, Serbien
2005: Fatos Lubonja, Albanien
2006: Abduhalim Dede, Griechenland
2007: Seki Radnocic, Montenegro – Bosnien-Herzegowina
2008: Spomenka Hribar, Slowenien (aus Ljubljana) – Quelle Nachrichtenagentur STA Slowenien
2009: Pavol Demeš, Slowakei
2010: Christo Komarnitski, bulgarischer Karikaturist, Sofia
2011 Veton Surroi, Pristina, Kosovo
2012 Turkish cameraman Cüneyt Ünal and his missing colleague, Jordanian reporter Bashar Fahmi Kaddumi
2013 Bülent Mumay, editor-in-chief of Hurriyet.com.tr, Istanbul
2017 Kadri Gürsel, Cumhuriyet, Turkey

### SEEMO CEI Award for Investigative Journalism
2008: Drago Hedl, Kroatien
2009: Besar Likmeta, Albanien, Sonderdiplom: Esad Hecimovic, Bosnien-Herzegowina und Ştefan Cândea, Rumänien
2010: Adrian Mogos, Rumänien, Sonderdiplom: Iryna Khalip, Weißrussland und Lydia Pavlova, Bulgarien
2011 Włodzimierz Kalicki (Polen) – Sonderdiplom: Artan Hoxha (Albanien), Dijana Subotički (Serbien), Matej Šurc und Blaž Zgaga (Slowenien)
2012 Matej Šurc und Blaž Zgaga (Slowenien) – Sonderdiplom: Telnis Skuqi (Albanien) und CIN Sarajevo
2013 Mahir Šahinović (Bosnien und Herzegowina) und Rosen Tsvetkov (Bulgarien) – Sonderdiplom: Investigative Reporting Project Italy (IRPI)
2014 Brankica Stanković (Serbien) “Professional Journalists”; Sadeta Fišić, Jovana Kljajić und Maida Salkanović (Bosnien und Herzegowina) “Young Professional Journalists” – Sonderdiplom: to Anna Babinets (Ukraine)
2015 Aleksandra Bogdani (Albania) “Professional Journalists”; Nadia Burdey (Ukraine) “Young Professional Journalists” - Sonderdiplom: Mirko Bošković, Vlado Otašević (Montenegro)
2016 Lindita Çela (Albanien) “Professional Journalists”; Artsiom Harbatsevich (Belarus) “Young Professional Journalists” - Sonderdiplom: Iurie Sănduță (Moldau)
2017 Victor Mosneag “Professional Journalists” und Yevheniia Motorevska “Young Professional Journalists” und Sonderdiplom: Marina Constantinoiu, Chefredakteurin miscareaderezistenta.ro, Bukarest, Rumänien
2018 Stevan Dojcinovic und Dragana Peco (Serbien) als “Professional Journalists” und Nino Bilajac (Bosnien und Herzegowina) als  “Young Professional Journalists”.
2019 Ermin Zatega (Bosnien und Herzegowina) und Mubarek Asani (Nordmazedonien) als  “Professional Journalists” und Arlis Alikaj (Albanien) als “Young Professional Journalists”.
2020 Cecilia Anesi aus Italien als „Professional Journalists“ und Natalija Jovanovic aus Serbien als „Young Professional Journalists“, sowie auch  Esmeralda Keta aus Albanien mit Sonder-Diplom.

### SEEMO Photo Human Rights Award
2008: Maja Zlatevska, Mazedonien und Sonder-Award an Marko Djurica, Serbien
2009: Nebojsa Radosavljevic Raus, Serbien
2010: Mahir Vranac, Bosnien-Herzegowina

## Projekte
- SMH – Media Handbook – South East and Central Europe Media Handbook: Jährliche Publikation seit 2004. Auf mehr als 2000 Seiten wird jährlich die Medienlage und Medienlandschaft in Südost- und Zentraleuropa beschrieben, inklusive Kontaktliste, Webseiten und E-Mails zu allen führenden Medien in Südosteuropa (pro Land zwischen 300 und 600 Kontakte). Erscheint jeweils im Juni. Wird nach eigenen Angaben von vielen Politikern als Hauptquelle über die Medienlage in Südosteuropa benutzt.
- SECEPRO – South East and Central Europe Public Relations Organisation: Organisation für führende PR-Vertreter aus 24 Staaten Südost- und Zentraleuropa, Gründer: Oliver Vujovic, Samra Luckin und Tatjana Cvetkov. Die Gründung von SECEPRO wurde von SEEMO unterstützt.
- International Media Center (IMC): Zentrum für Medien und Bildung von Journalisten, Gründer: Mitja Mersol (ehemaliger Chefredakteur der Tageszeitung Delo), Marko Milosavljevic, Thomas Bauer und Oliver Vujovic
- International Academy Beograd - die Gründung wurde von SEEMO unterstützt.
- International Institute - International Media Center - Die Gründung wurde von SEEMO unterstützt.
- Hungary Press Freedom: ein Projekt zur Unterstützung der Pressefreiheit in Ungarn nach den Änderungen der Mediengesetzen 2010.
- Istanbul Media Days: Jährliches Treffen von Medienexperten aus der Türkei und dem Ausland in Istanbul (Türkei).
- Investigative Journalism Days
- Pristina Media Days: Treffen in Pristina seit 2017
- Montenegian Media Days: Jährliches Treffen in Podgorica ab 2022
- SEEMF – South East Europe Media Forum: Ein Projekt von Oliver Vujovic (SEEMO), Andreas Rudas und Srgjan Kerim. Jährliche Konferenz mit führenden Medienvertretern und Politikern in Südosteuropa. Wird von der SEEMO zusammen mit der Konrad-Adenauer-Stiftung und der WAZ-Mediengruppe seit 2007 organisiert. Das erste SEEMF fand in Zagreb (Kroatien) statt – Teilnehmer waren rund 200 Journalisten und der damalige kroatische Präsident Stjepan Mesić. Weitere SEEMF wurden in Sofia (Bulgarien) 2008, Tirana (Albanien) 2009, Budapest (Ungarn) 2010 und Belgrad (Serbien) organisiert 2011. Im Jahr 2012 wurde SEEMF, als Projekt von International Institute - International Media Center, International Academy Belgrade, SECEPRO, SEEMO, KAS und CEI in Budva, Montenegro, organisiert, 2013 in Sarajevo, 2014 in Skopje, 2015 in Bucharest, 2016 in Belgrad, 2017 in Sofia. SEEMF 2018 wurde 2018 in Tirana organisiert, seit 2019 ist auch EBU (Europäische Rundfunkunion) zusätzlicher SEEMF Partner. SEEMF 2019 wurde in Zagreb organisiert und 2020 wegen COVID-19 in 7 Städten und mit einer online Version.
- Commission on Media Policy, seit 2013 wird von SEEMO organisiert